# Matthew Macfadyen
Matthew Macfadyen, född 17 oktober 1974 i Great Yarmouth, Norfolk, är en brittisk skådespelare. Han är bland annat känd för rollen som den brittiske underrättelseofficeren Tom Quinn i BBC-serien Spooks, Tom Wambsgans i HBO-serien Succession, och som Mr Darcy i 2005 års filmversion av Jane Austens roman Stolthet & fördom.
Han är sedan 2004 gift med skådespelerskan Keeley Hawes. Paret har två barn.

## Filmografi (i urval)
- 1999 – Warriors
- 2000 – Maybe Baby
- 2001 – Enigma
- 2001 – Främlingar
- 2003 – Domens dag
- 2004 – I sanningens spår
- 2005 – Stolthet & fördom
- 2007 – Trångt i kistan
- 2008 – Incendiary
- 2008 – Frost/Nixon
- 2012 – Anna Karenina
- 2024 – Deadpool & Wolverine
- 2025 – Holland

### TV-serier
- 2002–2004 – Spooks (TV-serie) (18 avsnitt)
- 2008 – Little Dorrit (TV-serie) (14 avsnitt)
- 2009 – Criminal Justice (TV-serie) (tre avsnitt)
- 2015 – The Last Kingdom (TV-serie) (ett avsnitt)
- 2018–2023 – Succession (TV-serie)
- 2025 – Death by Lightning (TV-serie)